# Leszek Blanik
Leszek Robert Blanik (Wodzisław Śląski, 1º marzo 1977) è un ginnasta polacco vincitore della medaglia d'oro nel Volteggio a Pechino 2008.

## Palmarès
- Giochi olimpici estivi

Sydney 2000: bronzo nel volteggio.
Pechino 2008: oro nel volteggio.
- Mondiali

2002 - Debrecen: argento nel volteggio.
2005 - Melbourne: argento nel volteggio.
2007 - Stoccarda: oro nel volteggio.
- Europei

2004 - Lubiana: bronzo nel volteggio.
2008 - Losanna: oro nel volteggio.